# Alessio Saccardo
Alessio Saccardo SJ (ur. 21 września 1940 w Marano Vicentino) – włoski duchowny katolicki posługujący w Brazylii, biskup Ponta de Pedras w latach 2002-2015.

## Życiorys
Święcenia kapłańskie przyjął 5 września 1970 w zakonie jezuitów. Przez ponad dziesięć lat pracował w rodzinnym kraju, zajmując się katechezą. W 1981 wyjechał do Brazylii i podjął początkowo pracę duszpasterską w Curralinho, zaś od 1989 pracował w kilku krajowych kolegiach jezuitów.

### Episkopat
16 stycznia 2002 papież Jan Paweł II mianował go biskupem diecezji Ponta de Pedras. Sakry biskupiej udzielił mu 6 kwietnia tegoż roku abp Luciano Pedro Mendes de Almeida.
23 września 2015 przeszedł na emeryturę.